# Rysianka
Rysianka (1322 m) – szczyt w Grupie Lipowskiego Wierchu i Romanki w Beskidzie Żywiecko-Orawskim. Rysianka jest zwornikiem dla trzech grzbietów. Grzbietem południowo-wschodnim, poprzez nienazwaną przełęcz łączy się z Trzema Kopcami w Grupie Pilska, w północnym kierunku poprzez Przełęcz Pawlusią odbiega od niej grzbiet Romanki, a w południowo-zachodnim biegnie grzbiet do Redykalnego Wierchu. Mająca trzy grzbiety Rysianka wznosi się więc nad trzema dolinami; są to doliny potoków Żabniczanka, Bystra i Sopotnia. Ponadto w północno-zachodnim kierunku (do doliny Żabniczanki) opada z Rysianki grzbiet zwany Szyndzielnym Groniem, oddzielający dwa źródłowe cieki potoku Zimna Raztoka.
Rysianka jest niemal całkowicie porośnięta lasem, ale znajdują się na niej dwie polany. Tuż pod szczytem, na północnych stokach, znajduje się hala Kaziorka, nieco pod wierzchołkiem, na północno-wschodnich stokach znajduje się duża i widokowa hala Rysianka, a na niej schronisko PTTK na Hali Rysianka. Jest też tutaj duży węzeł szlaków turystycznych. Na północnych stokach przełęczy między Rysianką a Trzema Kopcami utworzono rezerwat przyrody Pod Rysianką.
Rysianka wraz z sąsiednim Lipowskim Wierchem tworzą duży masyw, widoczny z bardzo wielu miejsc. Górną część zboczy porasta świerkowy las górnoreglowy. Świerki osiągają tutaj niemal górną granicę swojego zasięgu, są skarlałe i wiele z nich jest uschniętych. Na wierzchowinie pomiędzy szczytami Rysianki i Lipowskiego Wierchu znajduje się mające długość około 200 m torfowisko z młakami i oczkami wodnymi.
Grzbietem Rysianki biegnie granica między miejscowościami Złatna i Żabnica w województwie śląskim, w powiecie żywieckim.

## Szlaki turystyczne
Węgierska Górka – Abrahamów – hala Słowianka – hala Pawlusia – schronisko PTTK na Hali Rysianka – Trzy Kopce – schronisko PTTK na Hali Miziowej (Główny Szlak Beskidzki)
 Milówka – schronisko PTTK na Hali Boraczej – Lipowski Wierch – schronisko PTTK na Hali Rysianka – Żabnica-Skałka
 Rajcza – Zapolanka – Redykalny Wierch – hala Lipowska – hala Rysianka – Romanka
 Złatna – Bacmańska Góra – Gawłowskie – hala Rysianka – Sopotnia Wielka
 Złatna – hala Rysianka